# کفال الماسی
کفال الماسی (نام علمی: Planiliza alata) نام یک گونه از تیره ماهی کفال است.